# Eucalyptus blackburniana
Eucalyptus blackburniana là một loài thực vật có hoa trong Họ Đào kim nương. Loài này được Maiden ex R.T.Baker & H.G.Sm. mô tả khoa học đầu tiên năm 1916.